# Теорема Гаусса — Ванцеля
Теоре́ма Га́усса — Ва́нцеля стверджує, що правильний {\displaystyle n}-кутник можна побудувати за допомогою циркуля й лінійки тоді і тільки тоді, коли {\displaystyle n=2^{k}\cdot p_{1}\cdot \ldots \cdot p_{m}}, де {\displaystyle p_{i}\,\!} — різні прості числа Ферма. Ця умова також еквівалентна тому, що значення функції Ейлера {\displaystyle \varphi (n)} є степенем двійки.

## Історія
Античним геометрам були відомі способи побудови правильних n-кутників для {\displaystyle n=2^{k},3\cdot 2^{k},3\cdot 5\cdot 2^{k}.}
1796 року німецький математик Карл Фрідріх Гаусс показав можливість побудови правильних n-кутників при {\displaystyle n=2^{k}\cdot p_{1}\cdot \ldots \cdot p_{m}}, де {\displaystyle p_{i}\,\!} — різні прості числа Ферма. 1836 року французький математик П'єр Ванцель довів, що інших правильних многокутників, які можна побудувати циркулем та лінійкою, не існує.
Конкретні реалізації побудови досить трудомісткі.
- Побудова правильного 17-кутника була безпосередньо здійснена самим Гаусом, але вперше опублікована К. Ф. фон Пфейдерером 1802 року.
- Правильний 257-кутник побудував Ф. Ю. Рішело 1832 року.
- У бібліотеці Геттінгенського університету зберігається рукопис, який є підсумком 10-річної праці О. Гермеса, присвяченої методу побудови правильного 65537-кутника. З цього приводу англійський математик Джон Літлвуд пожартував[1]:Один нав’язливий аспірант дістав свого керівника, і той сказав йому:  — Ходіть-но і розробіть спосіб побудови правильного 65537-кутника!  Аспірант пішов і повернувся через двадцять років із рішенням.